# Principato di Transilvania (1570-1711)
Il Principato di Transilvania fu uno stato semi-indipendente, governato principalmente da principi ungheresi calvinisti, tra il 1570 e il 1711. Dal 1711 entrò a far parte del Regno d'Ungheria dominato dalla dinastia asburgica (vedasi Principato di Transilvania dal 1711 al 1867), le cui sorti erano di fatto unite a quelle del Sacro Romano Impero.

## Storia

### Origini
A seguito della sconfitta dell'esercito ungherese e la morte in battaglia del re Luigi II nella battaglia di Mohács (1526) contro gli Ottomani, János Zápolya, governatore della Transilvania, considerando la propria forza militare, si pose a capo del partito nazionalista ungherese, il quale si oppose alla successione di Ferdinando d'Austria (più tardi conosciuto come l'imperatore Ferdinando I) al trono ungherese. Con il nome di Giovanni I egli fu eletto re, mentre l'altro partito riconosceva come re legittimo Ferdinando. Nella derivante lotta, Zápolya ricevette il supporto di Solimano il Magnifico, il quale dopo la morte di costui nel 1541 occupò l'Ungheria centrale con il pretesto di proteggere il figlio di Zápolya, Giovanni Sigismondo. L'Ungheria fu così divisa in tre sezioni: l'Ungheria occidentale finì sotto il governo austriaco, quella centrale sotto il controllo dei turchi, mentre la Transilvania rimase semi-indipendente, così che gli austriaci ed i turchi si contendessero per circa due secoli la supremazia della regione.
La Transilvania fu così oltre la portata dell'autorità cattolica, permettendo al credo luterano e calvinista di fiorire. Nel 1563, Giorgio Blandrata fu nominato fisico di corte, e le sue radicali idee religiose influenzarono sempre più il giovane re Giovanni II e il vescovo calvinista Ferenc Dávid così che alla fine li convinse ad abbracciare il credo unitariano. In occasione di una formale disputa pubblica, Ferenc Dávid prevalse sul calvinista Péter Juhász-Melius; così che nel 1568 fu emesso l'editto di Turda, il quale fu la prima e ufficiale garanzia di libertà di credo nell'Europa cristiana. Questa libertà religiosa fu fortemente contestata dalle forze cattoliche e protestante del mondo occidentale.
(Beze, Epistola teologica, 1573)

### Indipendenza sotto il dominio ottomano
La famiglia Báthory subentrò alla morte di Giovanni II d'Ungheria nel 1571 nel governo del Principato della Transilvania, che tenne sotto gli Ottomani e brevemente sotto la sovranità degli Asburgo sino al 1602.
Il più giovane, István Báthory, nato a Șimleu Silvaniei, un ungherese cattolico, che più tardi divenne Stefano I Báthory, re di Polonia e granduca del Granducato di Lituania, si prodigò per mantenere in vita la libertà di religione garantita dall'editto di Turda ma limitò le innovazioni e appoggiò anche in Polonia e Lituania lo sviluppo della libertà di coscienza. Gli anni di governo di Sigismondo Báthory videro il conflitto tra le genti della Transilvania, gli austriaci, gli ottomani e il principe di Valacchia, il principe Michele il Coraggioso.
Costui prese il controllo della Transilvania nel 1599 dopo la battaglia di Șelimbăr, nella quale sconfisse l'esercito di Andrea Báthory. Quest'ultimo fu ucciso dai Siculi, che speravano di riguadagnare i loro vecchi privilegi con l'aiuto di Michele. Nel maggio del 1600 Michele prese anche il controllo della Moldavia cacciando via dal trono moldavo il principe Geremia Movila, unendo i tre principati di Valacchia, Moldavia e Transilvania.
L'unità non durò a lungo; Michele infatti fu ucciso dai mercenari valloni sotto il comando del generale asburgico Giorgio Basta nell'agosto del 1601. Basta sottomise la Transilvania nel 1604 e diede vita ad un regno del terrore per appropriarsi delle terre dei nobili, per tedeschizzare la popolazione e recuperare il principato al cattolicesimo attraverso la controriforma

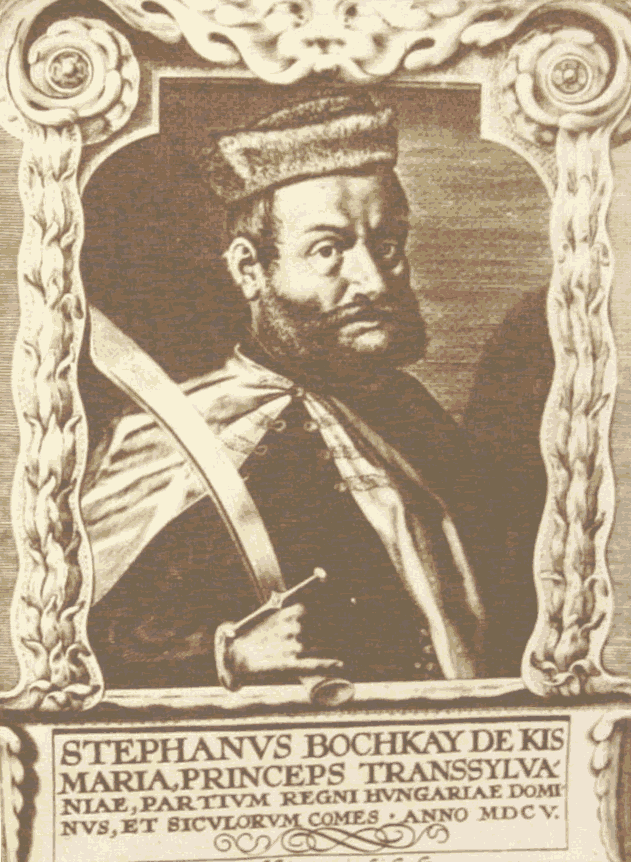
Stefano Bocskai

Dal 1604-1606 il magnate calvinista della contea di Bihar Stefano Bocskai intraprese una ribellione contro il governo austriaco. Egli fu eletto principe di Transilvania il 5 aprile 1603 e principe d'Ungheria due mesi dopo. I due principali successi del breve regno di Bocskai (morì il 29 dicembre 1606) furono la Pace di Vienna (23 giugno 1606) e la Pace di Zsitvatorok (novembre 1606). Con la pace di Vienna, Bocskay ottenne la libertà religiosa, l'autonomia politica, la restituzione dei beni confiscati, l'abrogazione delle sentenze ingiuste ed una amnistia retroattiva per tutti gli ungheresi dell'Ungheria Reale, nonché il proprio riconoscimento di principe di una Transilvania allargata. Di uguale importanza fu l'armistizio ventennale negoziato da Bocskai con l'imperatore ed il sultano.

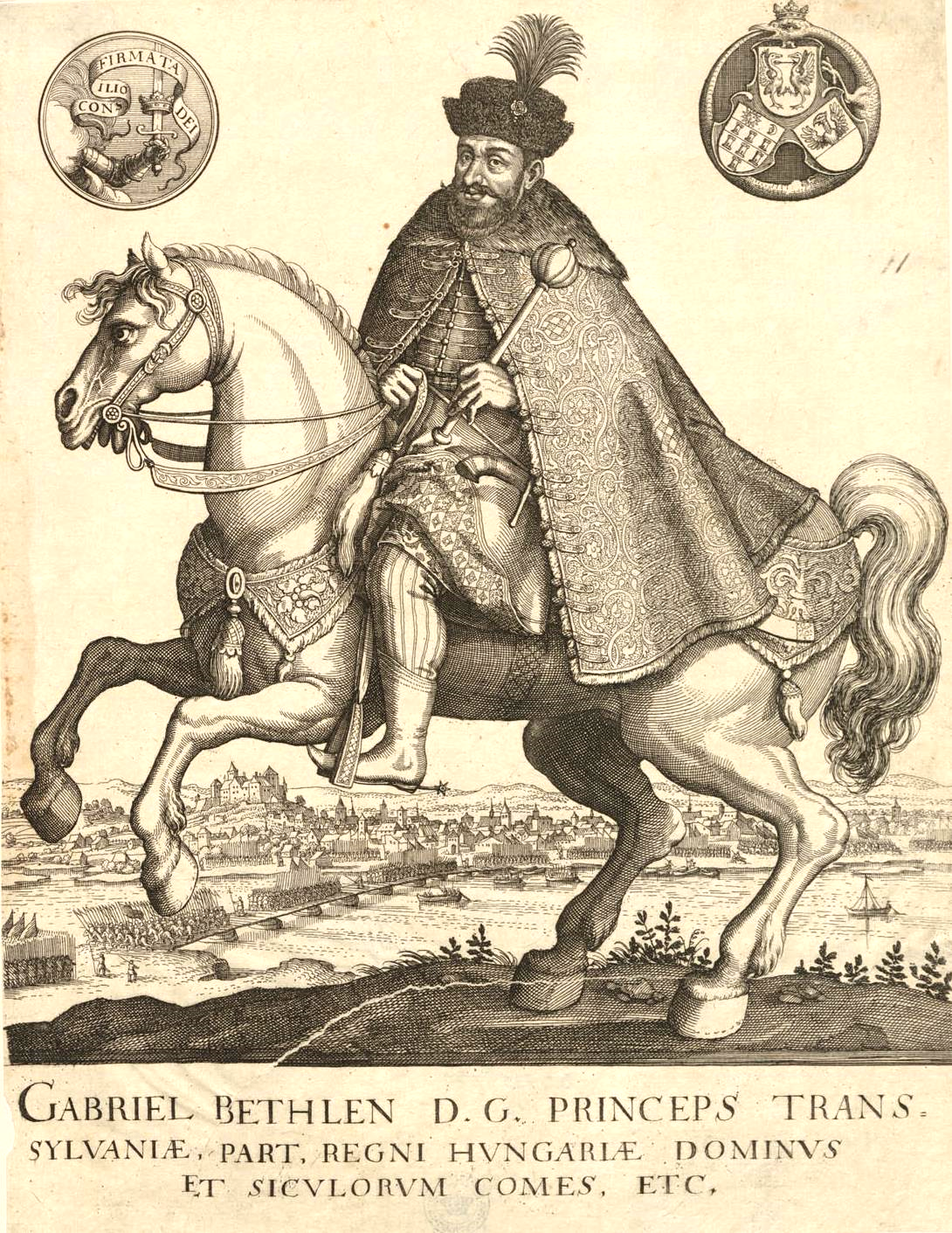
Gabriele Bethlen

Sotto i successori di Bocskai la Transilvania conobbe i suoi anni d'oro, specialmente sotto il regno di Gabriele Bethlen e Giorgio I Rákóczi. Il primo regnò dal 1613 al 1629, incessantemente bloccò i tentativi dell'imperatore di perseguitare o raggirare i suoi sottoposti, ed ebbe grande fama di difensore della causa protestante. Tre volte mosse guerra all'imperatore, due volte fu proclamato re d'Ungheria, dalla pace di Nikolsburg (31 dicembre 1621) ottenne la conferma del Trattato di Vienna e nuove sette contee nel nord dell'Ungheria. Il successore di Bethlen, Giorgio I Rákóczi fu ugualmente coronato da successo. Il suo principale risultato, fu la pace di Linz (16 settembre 1645), l'ultimo trionfo politico del protestantesimo ungherese, per mezzo della quale l'imperatore fu costretto a riconfermare gli articoli della pace di Vienna. Bethlen e Rákóczi contribuirono molto all'educazione ed alla cultura, così che il loro periodo fu soprannominato l'era aurea della Transilvania. Elargirono denaro per l'abbellimento della loro capitale Gyulafehérvár (Alba Iulia), che divenne il principale baluardo del Protestantesimo nell'Europa orientale. Durante il loro regno la Transilvania fu anche uno dei pochi paesi europei, dove i cattolici, i calvinisti, i luterani e gli unitariani vissero in reciproco rispetto. Tuttavia ai rumeni ortodossi furono negati molti diritti. Malgrado le spinte di Inocențiu Micu-Klein, un vescovo rumeno di culto greco cattolico, la cittadinanza promessa a quei rumeni che si sarebbero convertiti al cattolicesimo non fu concessa.

### Il governo austriaco e l'impero austro-ungarico
Dopo la sconfitta degli ottomani alla battaglia di Vienna nel 1683, gli Asburgo gradualmente cominciarono ad imporre il loro dominio sulla Transilvania. A prescindere dal rafforzamento del governo centrale e dell'amministrazione, gli Asburgo appoggiarono la Chiesa cattolica, non solo come forza coalizzatrice ma anche come strumento per ridurre l'influenza della nobiltà protestante. Creando il conflitto tra i protestanti ed i cattolici, gli Asburgo speravano di indebolire lo Stato. In aggiunta, provarono a convincere il clero ortodosso ad unirsi alla chiesa greco-cattolica, accettando i quattro punti chiave della dottrina cattolica ed il riconoscimento dell'autorità papale, mentre conservavano ancora i rituali e le tradizioni ortodosse. Nel 1699 e nel 1701, l'imperatore Leopoldo I decretò la chiesa ortodossa di Transilvania facente parte della Chiesa cattolica. Molti preti si convertirono, tuttavia non fu chiara la differenza tra le due denominazioni.
A partire dal 1711, il controllo austriaco si consolidò sulla Transilvania, ed i principi di essa furono sostituiti dai governatori austriaci. La proclamazione della Transilvania come grande principato nel 1765 fu una mera formalità. Le pressioni della burocrazia austriaca sgretolarono la tradizionale indipendenza della Transilvania. Nel 1791 i romeni si appellarono a Leopoldo II per il riconoscimento dei romeni come quarta nazione e l'uguaglianza religiosa, ma la Dieta respinse la loro domanda, ripristinando il loro precedente status.

## Stemma storico della Transilvania

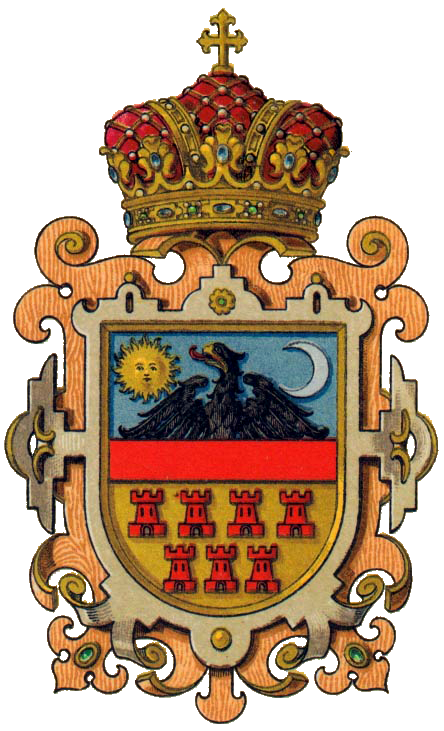
Stemma del Principato della Transilvania dal 1659 al 1867

La Dieta nel 1659 rappresentò i popoli cattolici principali della Transilvania in uno stemma. Tuttavia mentre gli ungheresi, i sassoni ed i siculi furono rappresentati, i rumeni non lo furono, nonostante la loro proposta di inserire una rappresentazione della Dacia. Poiché le divisioni amministrative rumene erano contee (judeţe), lo stemma storico oggi è utilizzato solo all'interno dello stemma della Romania. Esso raffigura:
- come elemento dominante, su uno sfondo blu, una figura ornitomorfa di colore nero che è l'uccello mitologico ugrico chiamato Turul, che guidò il popolo ungherese dall'Asia in Europa. L'uccello è rivolto verso il sole, simbolo dell'occidente, consacrando così l'appartenenza di questa terra che si trova al confine con l'oriente. Corrisponde alla fascia sociale della nobiltà medievale, che era principalmente magiara. Il Sole e la Luna crescente, sopra il Turul, rappresentante i Siculi.
- una fascia rossa divisoria
- sette torri rosse su fondo giallo rappresentanti le sette città fortificate dei sassoni di Transilvania.[1][2][3]